# ハーヴェイ・フレッチャー
ハーヴェイ・フレッチャー（Harvey Fletcher, 1884年9月11日 - 1981年7月23日）は、アメリカ合衆国の物理学者。補聴器や聴力計の発明者として著名である。

## 来歴
ユタ州のプロボで生まれ、ブリガムヤング大学 (BYU) で教育を受けた。
フレッチャーの大学院での博士論文は、電子の電荷を決定する方法についてのものだった。これには、現在、一般にフレッチャーの顧問教授かつ協力者であったロバート・ミリカンによるものとして知られているミリカンの油滴実験の内容を含んでいた。
フレッチャーは、自分の行なった研究に関してフレッチャーとミリカンの共著とすることをミリカンに要求したが、ミリカンはミリカンの単独研究として論文を発表した 。ミリカンはこの研究成果を一つの理由として1923年にノーベル物理学賞を受賞した。フレッチャーは、死ぬまでこの事に関して黙っていたが、フレッチャーの死後にフレッチャーの原稿がPhysics Today誌に公開され、油滴実験がフレッチャーの研究だということが明らかになった。
フレッチャーはしばしば「ステレオの父」とも呼ばれるが、これは不正確である。フレッチャーの技術は、間隔を開けたマイクロフォンの対によるものである。現代のステレオは、EMIのアラン・ブラムラインによってフレッチャーと同時期に考案され、かつフレッチャーの方法によるものの弱点を克服することを目指したものである。ブラムラインは1931年に、この分野に関して重要な特許を申請した。1967年IEEEファウンダーズメダル受賞。
フレッチャーは、ブリガムヤング大学工学部（現在のアイラ A. フルトン工業技術大学（en:Ira A. Fulton College of Engineering and Technology））の創立学部長になった。
1981年7月23日、脳梗塞の後に亡くなった。